# Walking

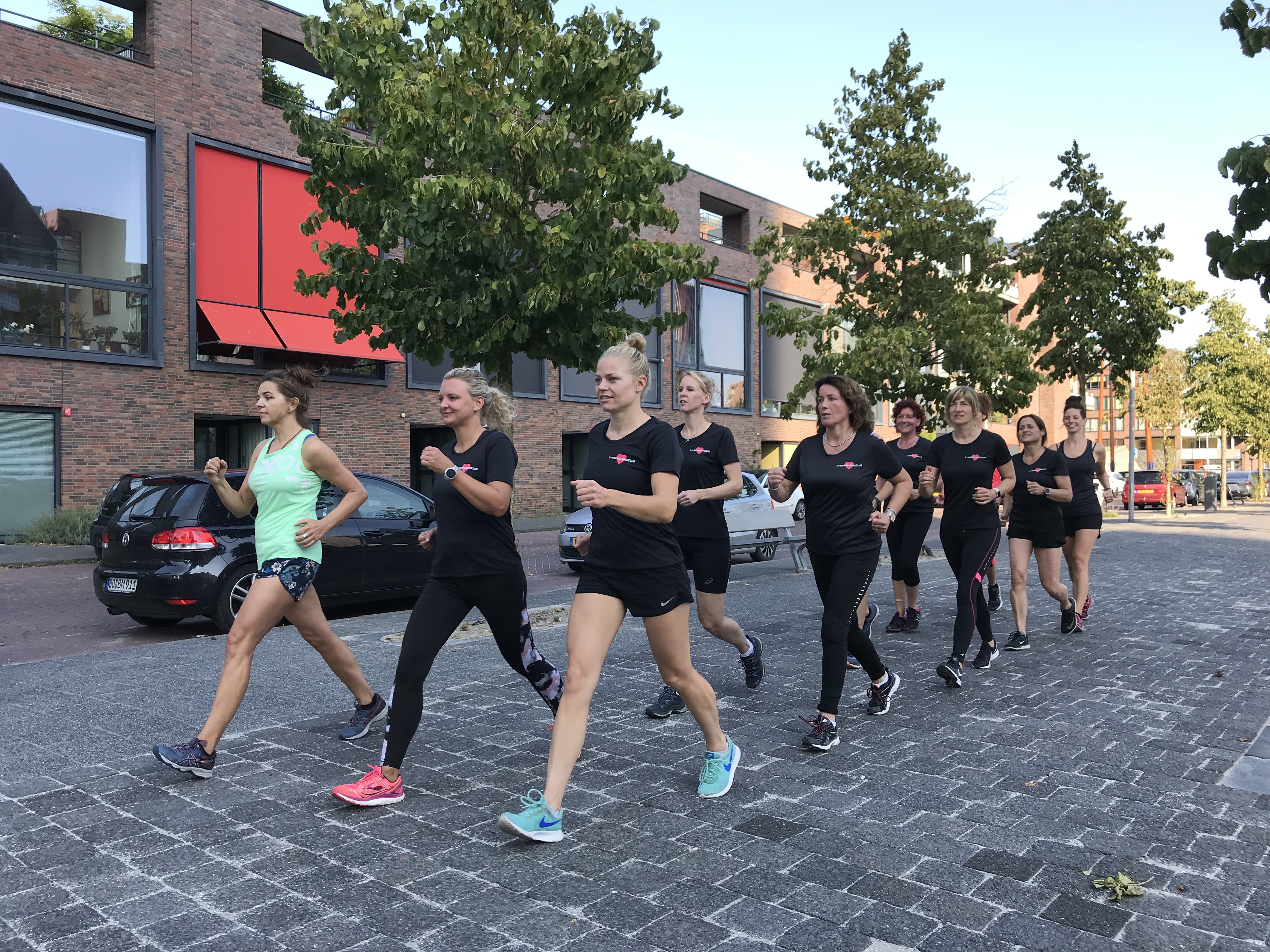
Walking

Walking (englisch für Gehen) ist der gebräuchliche Anglizismus für die Breitensport-Variante der wettkampforientierten Sportart Gehen. Bei der Freizeit-Sportart Walking wird eine höhere Geschwindigkeit angestrebt als beim natürlichen Gehen oder beim Wandern. Dazu wird unter anderem ein aktiver Armschwung eingesetzt.
Eine jüngere Variante ist Nordic Walking, bei dem – nach dem Vorbild des Skilanglaufs – zur ausgeglicheneren Beanspruchung des Körpers, insbesondere der Schulter- und Oberarmmuskulatur, Stöcke mit Handschlaufen verwendet werden.

## Technik
Walking-Techniken umfassen Folgendes:
- Der Walker muss gerade gehen.
- Der Walker muss sich abwechselnd mit Füßen und Armen bewegen.
- Beim Walking muss immer ein Fuß Bodenkontakt haben.
- Das Vorderbein muss angewinkelt sein.
- Jeder vorrückende Fußauftritt muss immer von der Ferse bis zu den Zehen erfolgen.
- Der Walker muss beim Walking keine übertriebene Drehung zur Hüfte ausführen.
- Die Arme werden von den Ellenbogen vollständig gespreizt und diese bewegen sich nach hinten. (Diese Regel ist in Meisterschafts- und Wettbewerbsregeln nicht üblich.)

## Geschichte
In den 1990er Jahren wurde Walking gegründet. 1999 gab es beim Berlin-Marathon eine Walking-Abteilung.